# Paraplagusia bilineata
Paraplagusia bilineata és un peix teleosti de la família dels cinoglòssids i de l'ordre dels pleuronectiformes que es troba des de les costes del Mar Roig i de l'Àfrica oriental fins a les Filipines, el sud del Japó, Nova Guinea i el nord-est d'Austràlia.